# Comuna Neaua, Mureș
Neaua (în maghiară Havad) este o comună în județul Mureș, Transilvania, România, formată din satele Ghinești, Neaua (reședința), Rigmani, Sânsimion și Vădaș.

## Demografie
Componența etnică a comunei Neaua
     Maghiari (78,72%)
     Romi (16,9%)
     Alte etnii (0,24%)
     Necunoscută (4,14%)
Componența confesională a comunei Neaua
     Reformați (91,96%)
     Alte religii (3,33%)
     Necunoscută (4,71%)
Conform recensământului efectuat în 2021, populația comunei Neaua se ridică la 1.231 de locuitori, în scădere față de recensământul anterior din 2011, când fuseseră înregistrați 1.369 de locuitori. Majoritatea locuitorilor sunt maghiari (78,72%), cu o minoritate de romi (16,9%), iar pentru 4,14% nu se cunoaște apartenența etnică. Din punct de vedere confesional, majoritatea locuitorilor sunt reformați (91,96%), iar pentru 4,71% nu se cunoaște apartenența confesională.

## Politică și administrație
Comuna Neaua este administrată de un primar și un consiliu local compus din 9 consilieri. Primarul, Izabella Csiszér[*], de la Uniunea Democrată Maghiară din România, este în funcție din 1 noiembrie 2024. Începând cu alegerile locale din 2024, consiliul local are următoarea componență pe partide politice:
|  | Partid                                 | Consilieri | Componența Consiliului | Componența Consiliului | Componența Consiliului | Componența Consiliului | Componența Consiliului | Componența Consiliului | Componența Consiliului | Componența Consiliului | Componența Consiliului |
|  | -------------------------------------- | ---------- | ---------------------- | ---------------------- | ---------------------- | ---------------------- | ---------------------- | ---------------------- | ---------------------- | ---------------------- | ---------------------- |
|  | Uniunea Democrată Maghiară din România | 9          |                        |                        |                        |                        |                        |                        |                        |                        |                        |

## Atracții turistice
- Biserica reformată din Rigmani (monument istoric)
- Biserica reformată din Ghinești
- Biserica reformată din Sânsimion
- Biserica reformată din Neaua
- Dealurile Târnavelor și Valea Nirajului (arie de protecție specială avifaunistică)

## Imagini

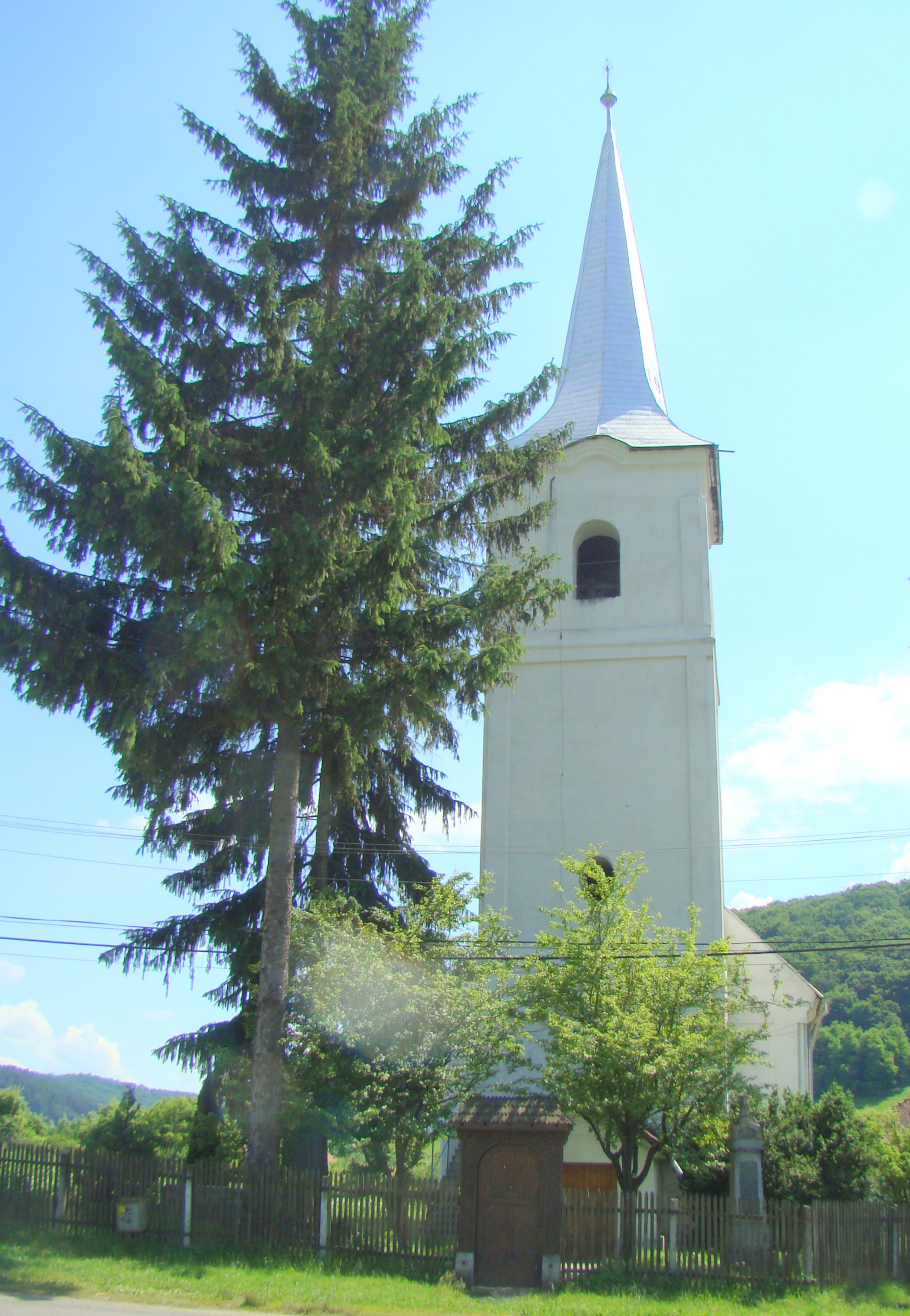
Biserica reformată din satul Neaua (1794)
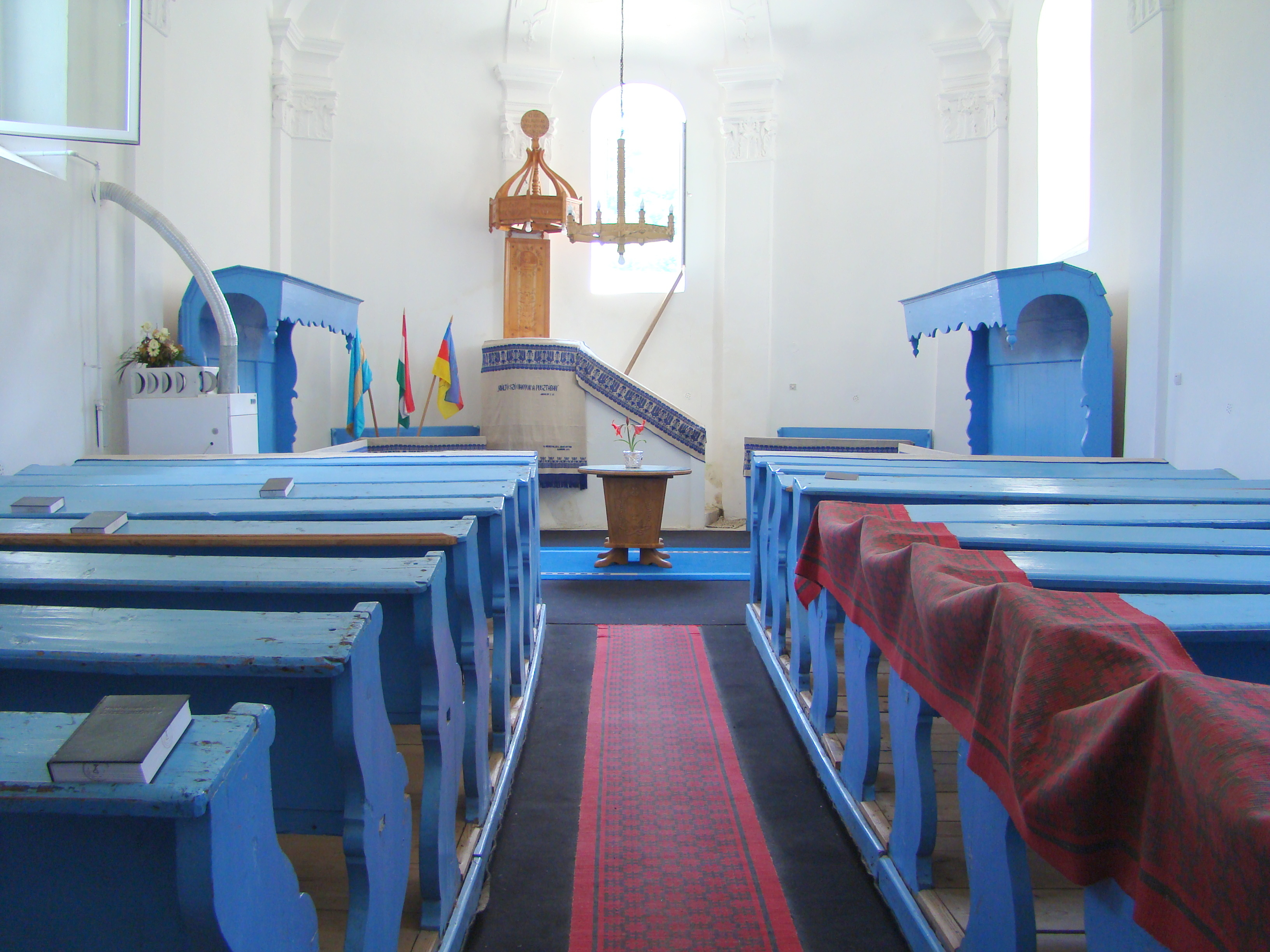
Biserica reformată din satul Neaua (1794)
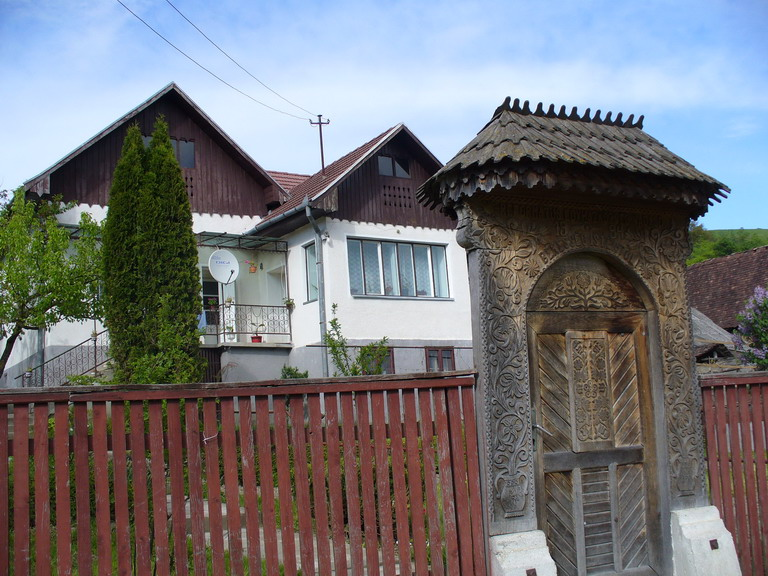
Poartă secuiască din satul Vădaș
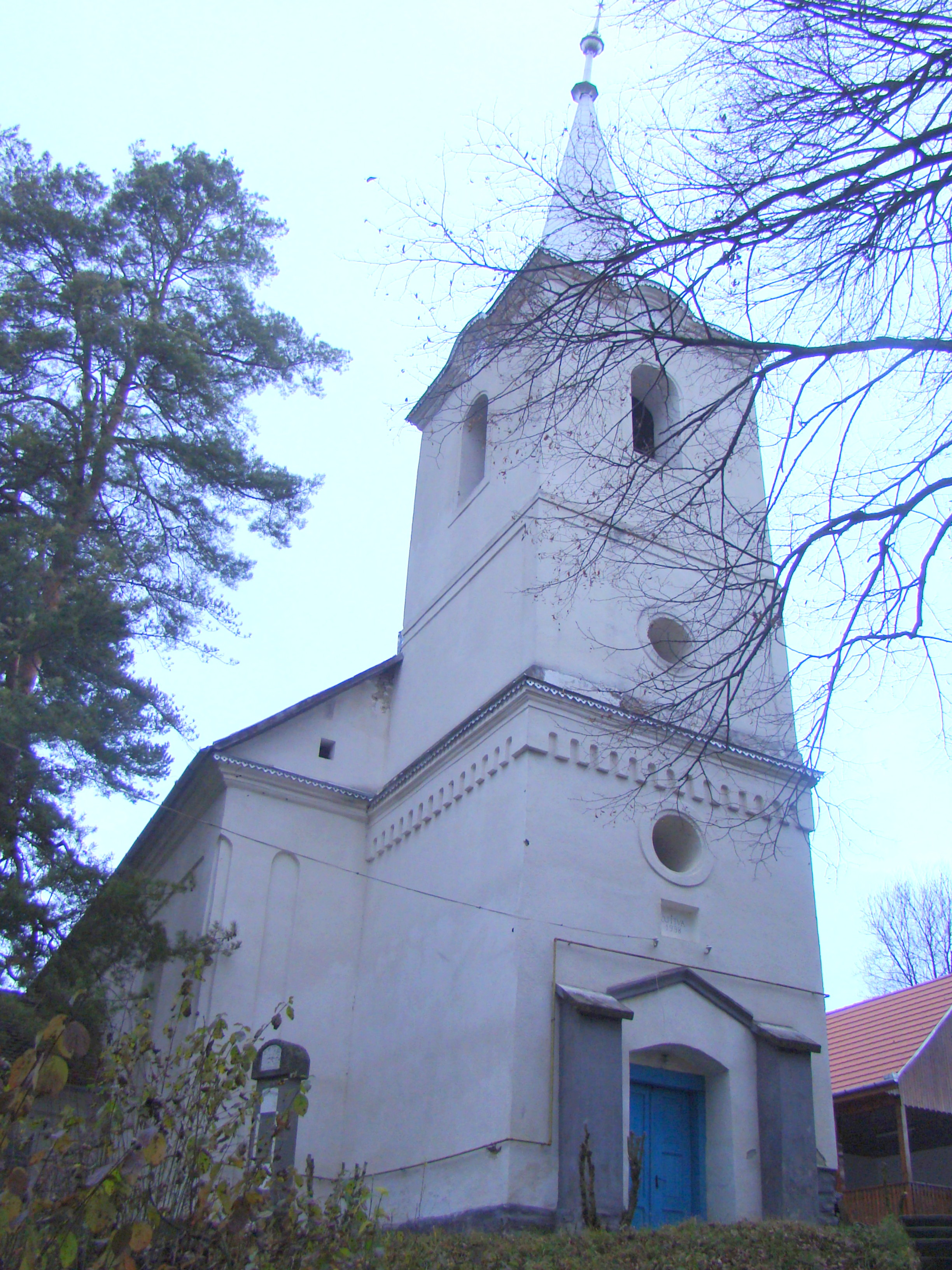
Biserica reformată din satul Vădaș
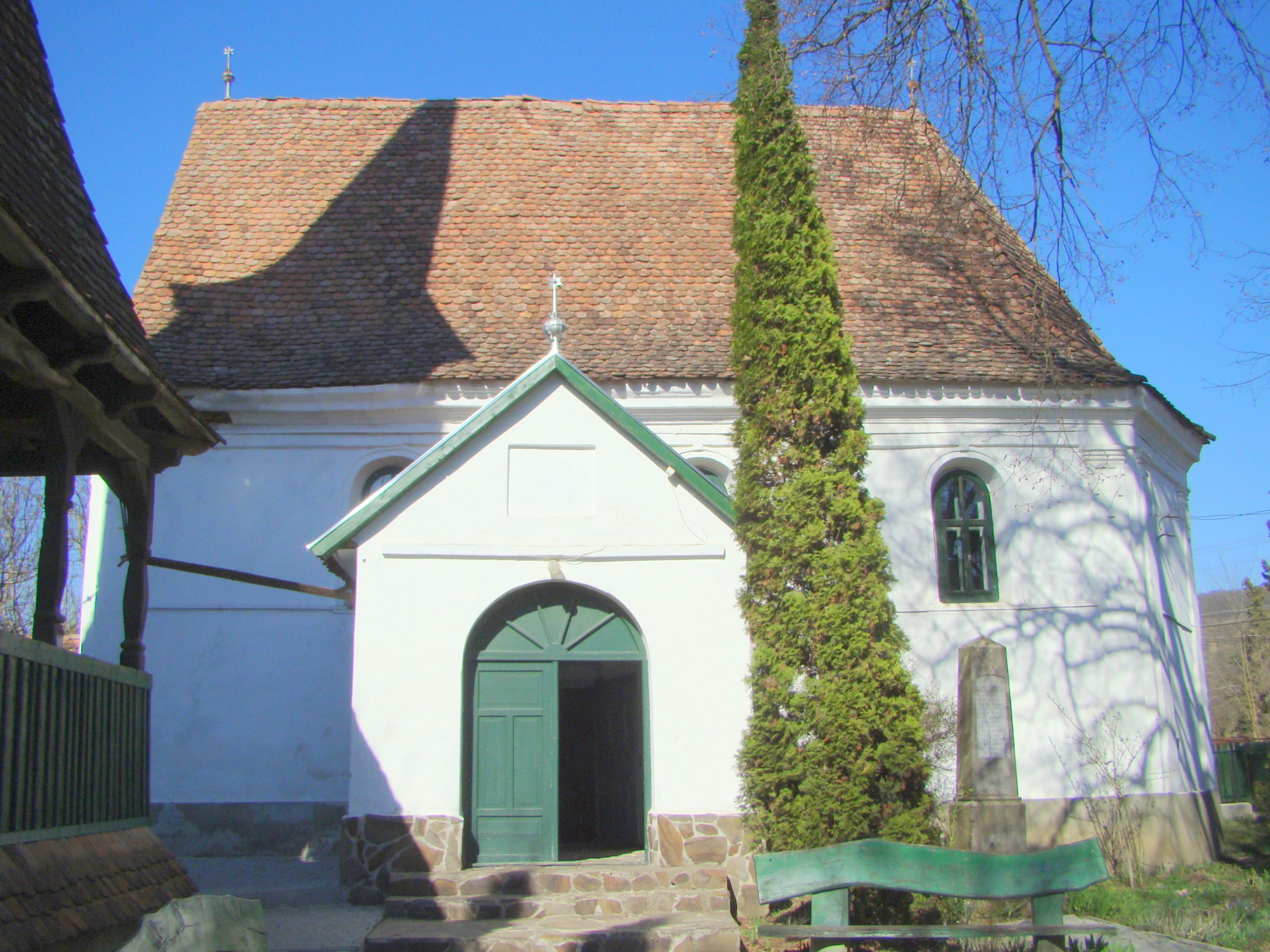
Biserica reformată din satul Rigmani (monument istoric)
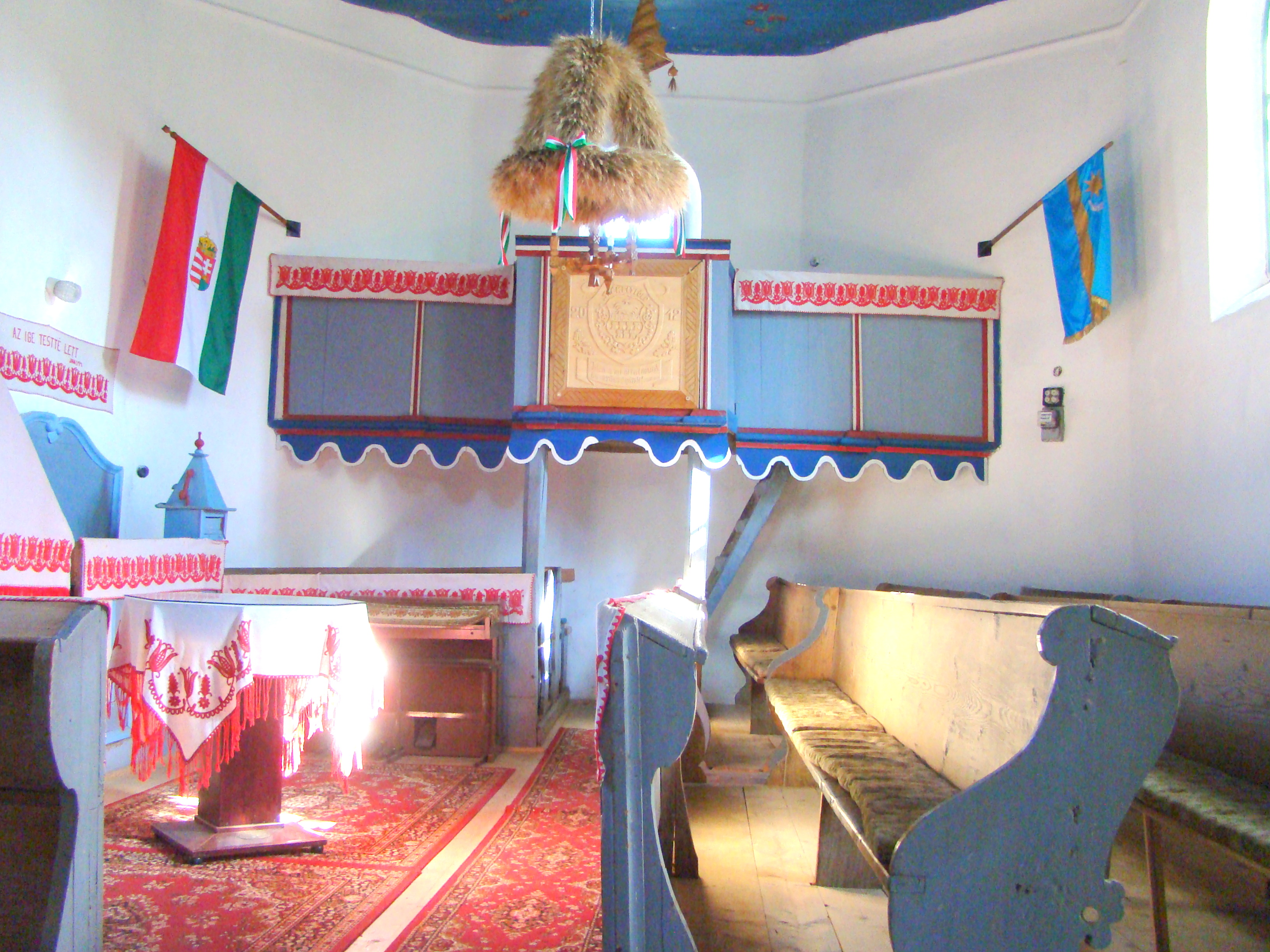
Biserica reformată din satul Rigmani (monument istoric)
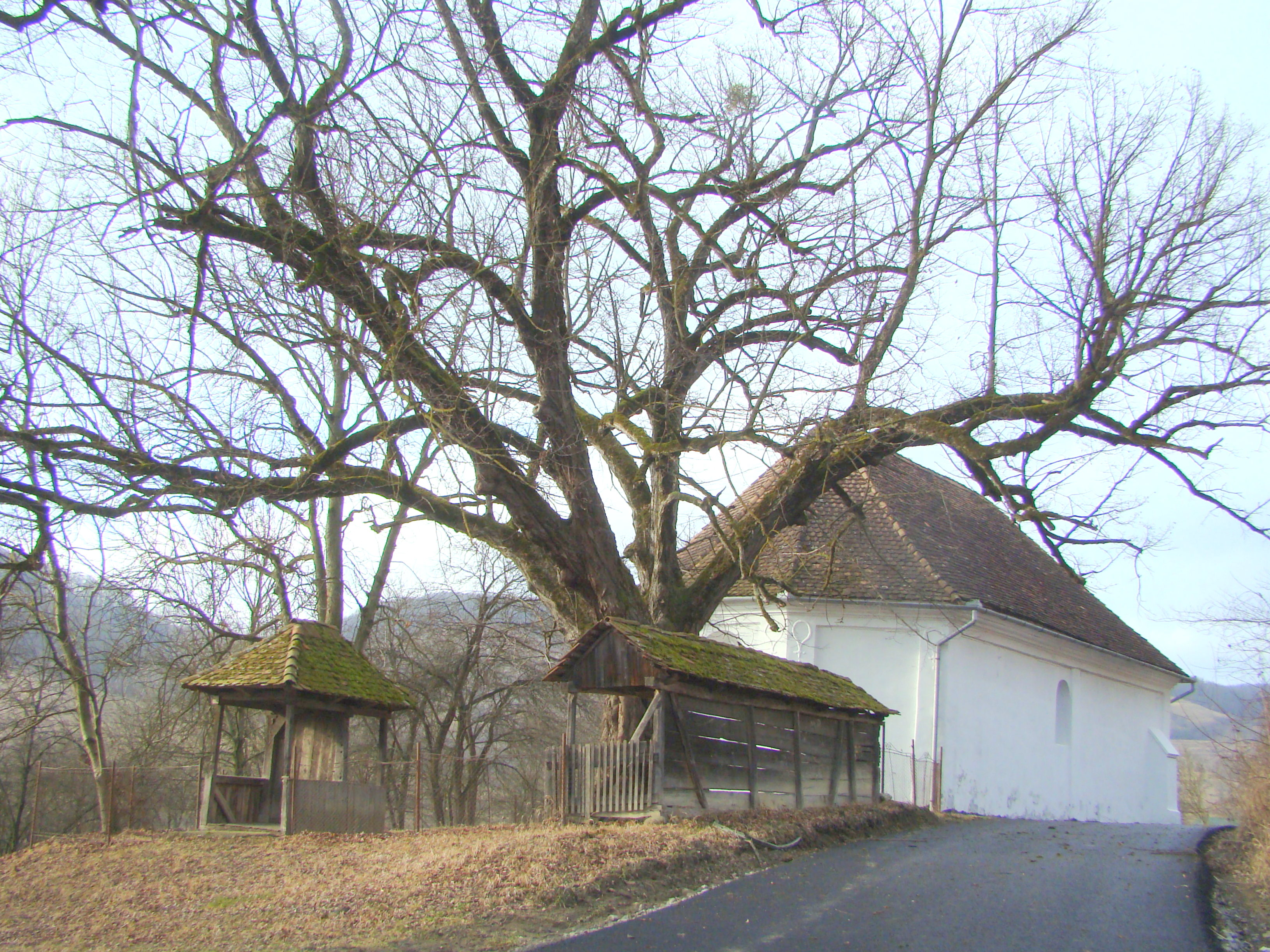
Biserica reformată din satul Sânsimion (secolul XVIII)